# Afristivalius sellatus
Afristivalius sellatus är en loppart som först beskrevs av Jordan et Rothschild 1923.  Afristivalius sellatus ingår i släktet Afristivalius och familjen Stivaliidae. Inga underarter finns listade i Catalogue of Life.